# Allégorie chrétienne (Bellini)
Cette Allégorie chrétienne, aussi connue comme Allégorie sacrée (en italien, Allegoria sacra, nom retenu sur le cartel du musée des Offices), est une des œuvres de la période de maturité du peintre italien de la Renaissance Giovanni Bellini. D'une dimension de 73 × 119 cm, réalisée à l'huile dans les années 1490, elle est conservée à Florence depuis un échange avec les galeries impériales de Vienne en 1793. Cette œuvre a été restaurée en 2002.

## Description
L'œuvre, attribuée jusqu'en 1871 à Giorgione, a pu être commandée par Isabelle d'Este. Il s'agit peut-être d'une allégorie du Purgatoire, inspirée du poème Le Pèlerinage de l'Âme, de Guillaume de Deguileville.
Dans un cadre architectural avec un paysage coloré au fond, on voit diverses figures de saints, dont l'union ou le sens général n'est pas très clair. L'œuvre est d'interprétation difficile. La terrasse est décorée de carreaux de marbre élaborés. La profondeur du paysage n'est pas tant remarquable par la perspective, mais surtout par son chromatisme. 
Cette allégorie est en relation avec les œuvres maîtresses que Bellini élaborait à la fin du XVe et au début du XVIe siècle, comme la Conversation sacrée, la Piéta, la Madonna del prato, Le Baptême du Christ ou encore ses Quatre Allégories.

## Postérité
Le tableau fait partie du musée imaginaire de l'historien français Paul Veyne, qui le décrit dans son ouvrage justement intitulé Mon musée imaginaire.